# Morges
Morges [mɔʀʒ], im frankoprovenzalischen Ortsdialekt [ˈmɔrdzɛ, ˈmwardzɛ], ist eine politische Gemeinde und Hauptort des Distrikts Morges im Schweizer Kanton Waadt. Der frühere deutsche, auf dem Frankoprovenzalischen basierende Name Morsee wird heute nicht mehr verwendet.

## Geographie

Luftbild (1964)

Morges liegt auf 374 m ü. M., 10 km westlich der Kantonshauptstadt Lausanne (Luftlinie). Die Stadt erstreckt sich am Nordufer des Genfersees, östlich der Mündung des gleichnamigen Flusses Morges, im Waadtländer Mittelland.
Die Fläche des 3,9 km² grossen Gemeindegebiets umfasst einen Abschnitt am Nordufer des Genfersees. Der Gemeindeboden erstreckt sich vom Seeufer nordwärts über den flachen Uferrandstreifen bis an die Hänge der angrenzenden Hügel. Den zentralen Teil bildet der leicht in den Genfersee vorgeschobene Schwemmkegel der Morges. Westlich ihrer Mündung reicht das Gebiet bis auf die Geländeterrasse von Tolochenaz. Im Norden gehören die Hänge des Plateaus von Echichens zu Morges, hier wird mit 468 m ü. M. der höchste Punkt des Stadtgebietes erreicht. Die östliche Begrenzung bildet die Mündung des Baches Bief. Von der Gemeindefläche entfielen 1997 72 % auf Siedlungen, 4 % auf Wald und Gehölze, 23 % auf Landwirtschaft und etwas weniger als 1 % war unproduktives Land.
Zu Morges gehören ausgedehnte neue Wohnquartiere und Gewerbezonen sowie der Weiler Marcelin (428 m ü. M.) am Südhang des Plateaus von Echichens. Nachbargemeinden von Morges sind Tolochenaz, Chigny, Vufflens-le-Château, Echichens, Lonay und Préverenges. Über dem Genfersee grenzt Morges an Frankreich.
Das Stadtgebiet wird in die Altstadt am Seeufer, die neueren Viertel zwischen der Altstadt und der Eisenbahnlinie sowie die äusseren Wohngebiete nördlich der Hauptverkehrsstränge Eisenbahn und Autobahn untergliedert. Das Siedlungsgebiet von Morges ist heute lückenlos mit denjenigen von Tolochenaz, Lonay und Préverenges zusammengewachsen.
Die Partnergemeinde von Morges ist das in Frankreich liegende Vertou.

## Bevölkerung
Mit 17'720 Einwohnern (Stand 31. Dezember 2023) gehört Morges zu den grossen Gemeinden des Kantons Waadt. Von den Bewohnern sind 82,3 % französischsprachig, 4,3 % deutschsprachig und 4,0 % italienischsprachig (Stand 2000). Die Bevölkerungszahl von Morges belief sich 1900 auf 4421 Einwohner. Im Lauf des 20. Jahrhunderts stieg die Einwohnerzahl kontinuierlich an und verdoppelte sich innerhalb der letzten 45 Jahre.
Bevölkerungsentwicklung von Morges seit 1850 Quelle: Volkszählungen (1850–2000 Eidgenössische), Bundesamt für Statistik (2010 und 2015)

## Politik
Gesetzgebende Behörde ist der von den Stimmberechtigten der Gemeinde Morges alle vier Jahre gewählte Gemeinderat (conseil communal). Die 100 Abgeordneten werden im Proporzwahlverfahren gewählt. Die Aufgaben des Gemeinderates umfassen die Budget- und Rechnungsabnahme, die Festlegung der Gemeindereglemente und die Kontrolle der Exekutive. Bei den Wahlen im Jahr 2021 trat die Lokalpartei Entente Morgienne auf einer gemeinsamen Liste mit den Grünliberalen an. Die Sitzverteilung ergab sich entsprechend der rechtsstehenden Grafik.
Gemeindepräsident (Syndic) ist seit 2021 Mélanie Wyss (FDP). Die Regierung (Municipalité) besteht weiter aus Vincent Jacques, Laure Jaton (beide SP), Jean-Jacques Aubert, Laurent Pellegrino (beide FDP), Laëtitia Morandi (GLP) und David Guarna (Entende Morgienne).
Bei den Schweizer Parlamentswahlen 2023 betrugen die Wähleranteile in Morges: SP 29,1 % (+5,3 %), FDP 20,8 % (−3,3 %), SVP 15,7 % (+2,4 %), Grüne 15,3 % (−5,5 %), glp 8,4 % (−0,7 %), POP/Sol 3,6 % (+0,5 %), Mitte 4,1 % (+1,7 %).

## Wirtschaft
Die Stadt Morges besitzt heute nur noch einen geringen Anteil an Landwirtschaftsflächen (rund 20 %). Von Bedeutung sind die ausgedehnten Rebhänge am optimal zur Sonne exponierten Südhang des Plateaus von Echichens. Rund 2 % der Erwerbstätigen von Morges verdienen sich ihr Einkommen im primären Wirtschaftssektor.
Seit dem 17. Jahrhundert entwickelte sich Morges mit dem Bau des Entrerocheskanals zu einem bedeutenden Handels- und Umladeplatz am nördlichen Genferseeufer für Güter wie Salz, Getreide, Wein und Ziegel. Auf dem Hafengelände befand sich von 1873 bis 1889 die Werft der Compagnie Générale de Navigation (CGN), danach wurde sie nach Ouchy (Lausanne) verlegt.
Die Ansiedlung neuer Industriebetriebe und die Ausdehnung der Gewerbezonen erfolgte ab den 1960er Jahren mit dem Bau der Autobahn. Zu den wichtigsten Industriezweigen gehören die Nahrungsmittelindustrie, der Metallbau und der Maschinenbau. Ortsansässige Betriebe sind die auf internationale Transporte spezialisierte Friderici SA, die Friederich SA (Maschinenbau) und die Giesserei Neeser.
Zahlreiche weitere Arbeitsplätze sind im Dienstleistungssektor, unter anderem in der Bezirks- und Stadtverwaltung, im Bezirksspital sowie im touristischen Bereich vorhanden. Seit 1990 befindet sich das Centre informatique et électronique de Morges (CIEM) in der Stadt.

## Kultur, Bildung und Sport
Morges ist ein wichtiges regionales Kultur- und Bildungszentrum. Die Stadt verfügt über zwei Theater, das Théâtre de Beausobre (seit 1959) und das Théâtre des Trois Petits Tours (seit 1986). Daneben gibt es mehrere Museen, darunter das Museum Alexis Forel, das Waadtländer Militärmuseum (Musée militaire vaudois, zusammen mit dem kantonalen Zeughaus in der savoyischen Burg), das Musée Galère la liberté und das Musée Paderewski. Im Frühling wird jeweils das Tulpenfest gefeiert.
Am nördlichen Stadtrand befindet sich die kantonale Landwirtschaftsschule Marcelin, neben der von 2000 bis 2003 das neue Gymnasium erbaut wurde. Des Weiteren besitzt Morges eine Eishalle, ein Hallenbad, einen Bootshafen und einen Campingplatz.

## Verkehr

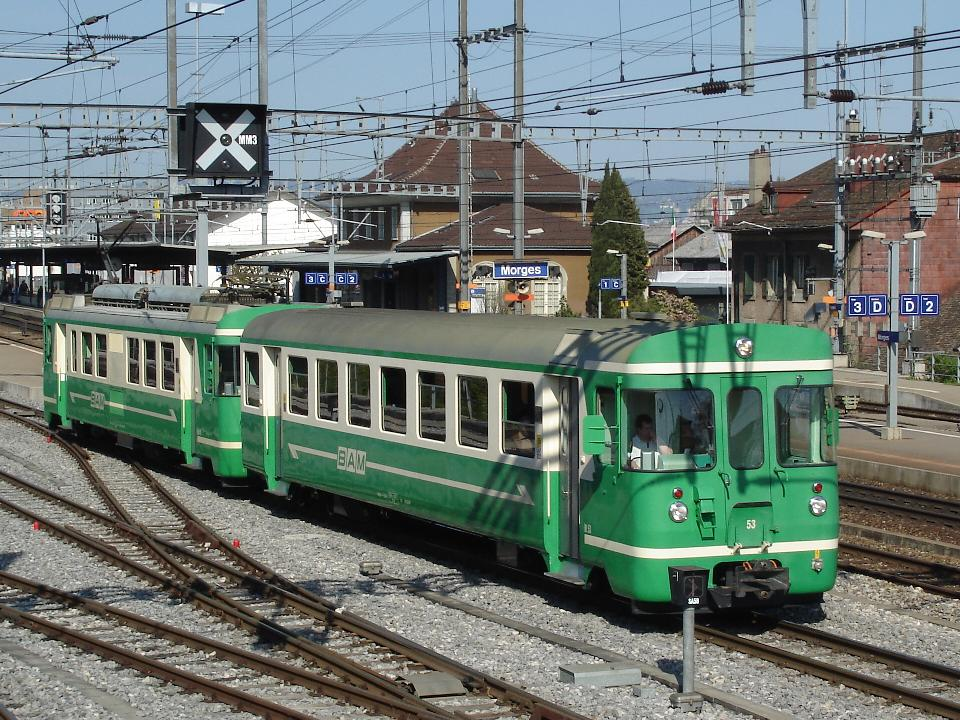
Zug der Bière–Apples–Morges (2007)

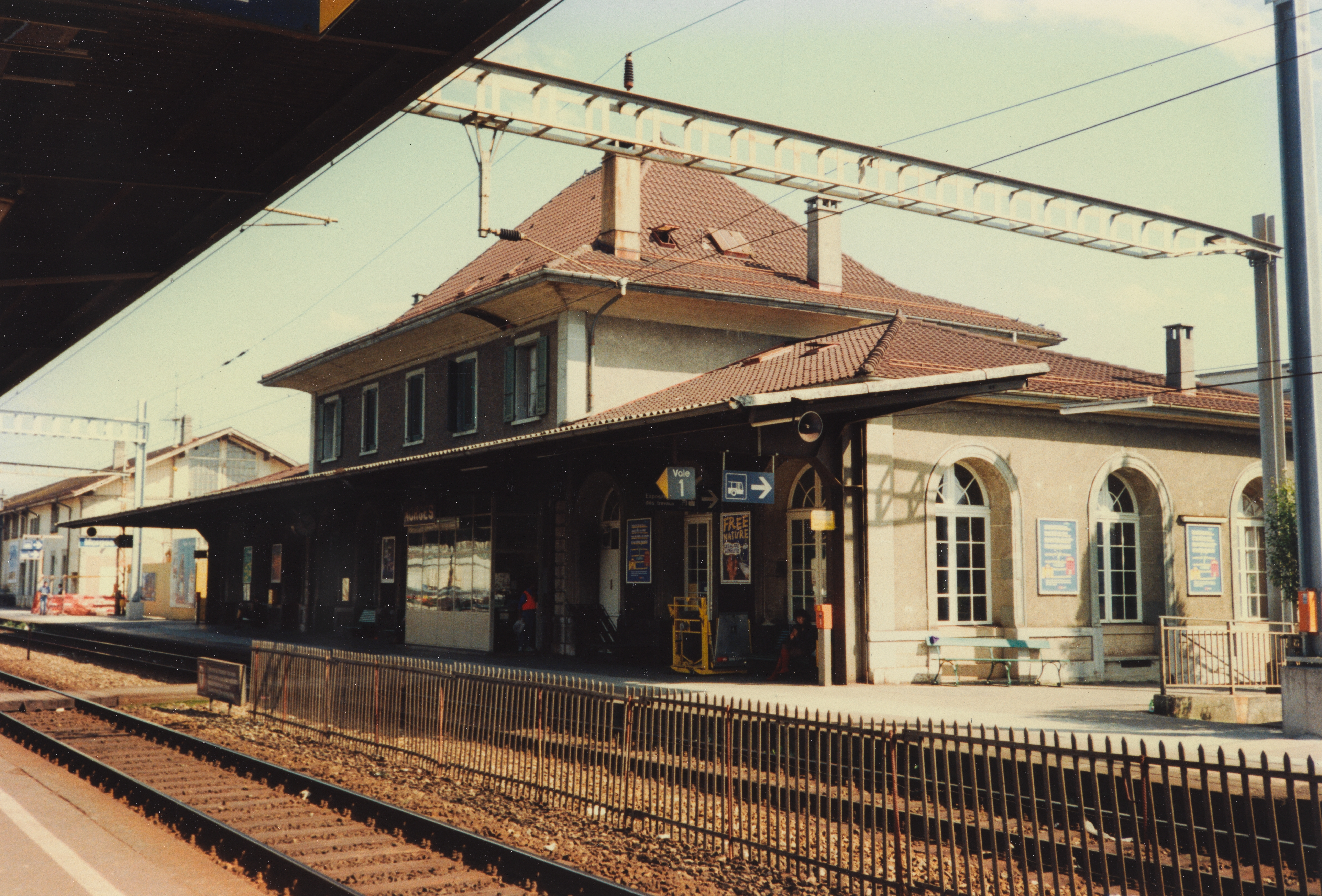
Bahnhof Morges (1994)

Die Gemeinde ist verkehrstechnisch sehr gut erschlossen. Sie liegt an der Hauptstrasse 1 von Genf entlang des Seeufers nach Lausanne. Bei Morges befinden sich die Abzweigungen der Hauptstrassen nach Cossonay und nach Bière. Mit dem Bau der 1964 eröffneten Autobahn A1 (Genf–Lausanne) wurde das Gemeindegebiet entzweigeteilt. Auf dem Stadtgebiet liegen der Vollanschluss Morges-Ouest und der Halbanschluss Morges-Est der Autobahn A1.
Die erste Eisenbahnstrecke erreichte Morges am 1. Juli 1855 mit der Eröffnung der Linie Renens – Morges. Rund drei Jahre später, am 14. April 1858, wurde die westliche Fortsetzung nach Coppet eingeweiht. Nach der Eröffnung der gesamten Strecke von Lausanne nach Genf im Jahr 1858 kam die bis dahin bedeutende Handelsschifffahrt auf dem Genfersee zum Erliegen. Der Bahnhof Morges ist auch Ausgangspunkt der am 1. Juli 1895 in Betrieb genommenen Schmalspurbahn Bière–Apples–Morges.
Für die Feinverteilung im öffentlichen Verkehr sorgen zahlreiche Buslinien, die ihren Anfang am Bahnhof von Morges nehmen. Busverbindungen gibt es mit Ecublens, Apples, Lavigny, Cossonay und (zu gewissen Zeiten) mit Le Pont im Vallée de Joux. Ferner ist Morges eine wichtige Station der Personenschifffahrt auf dem Genfersee.

## Geschichte
Die Besiedlung rund um Morges lässt sich bis in die Bronzezeit, also bis etwa 3000 vor Christus, zurückverfolgen. Eine Grande Cité, um 1030 v. Chr. gegründet, soll bald auf 2000 Einwohner angewachsen sein, die in hölzernen Pfahlbauten direkt am See lebten.
Zwischen 841 und 852 sorgt Kaiser Lothar II. dafür, dass der Erzbischof von Lyon wieder Recht und Besitz in "villam que dicitur Morgas" hat (Quelle: MGH DD Lo II 117). Der neue Lyoner Metropolit lässt sich das 852 bestätigen (MGH DD Lo II 124). Und in einer Urkunde Kaiser Karls III. von 885 steht, dass "die Kirche von Lyon" seine "entfremdeten" Besitzungen, darunter auch "Morgas villam", zurückbekommt (MGH DD Kar III 123). 
Noch im 13. Jahrhundert bestand der Ort nur aus ein paar Häusern am Seeufer. Im Jahr 1286 begann unter Ludwig I. von Savoyen der Bau der Burg Morges. Die Gründung des Marktfleckens durch die Savoyer war gegen die Machtausweitung der Bischöfe von Lausanne gerichtet. Ferner wollten die Savoyer damit den Handelsweg zwischen Lausanne und Genf kontrollieren und eine neue Station der Handelsschifffahrt auf dem Genfersee gründen. Die erste urkundliche Erwähnung erfolgte 1288 (1297?) tempore quo Morgia constructa est «in der Zeit, als Morges gegründet wurde». Nach älterer, auf Johann Ulrich Hubschmied zurückgehender Ansicht leitet sich der Ortsname von einem hypothetischen keltischen *morga «Grenze» ab; die heute angenommene Deutung von Theodora Geiger, Bruno Boesch und Wulf Müller führt den Namen auf indogermanisch *mer(e)g- u. ä. «Sumpf, sumpfiger Fluss» zurück. Der Name des Ortes ist damit sekundär vom Namen des Gewässers abgeleitet.
Der nordöstlich des Schlosses entstandene Marktflecken besass seit seiner Gründung das Stadtrecht. Morges war von 1359 bis 1536 zeitweise Residenz der Grafen und Herzöge von Savoyen. Mit der Eroberung der Waadt durch Bern im Jahr 1536 wurde Morges Hauptort und die Burg ein Amtssitz der gleichnamigen Vogtei. Die Vogtei Morges umfasste in der Berner Zeit neben dem Gebiet des heutigen Bezirks Morges auch die Gebiete der Bezirke Cossonay und Rolle sowie Teile des Bezirks Aubonne. Einen wirtschaftlichen Aufschwung erlebte Morges im 17. und 18. Jahrhundert als wichtiger Handelsplatz und Standort der Berner Genferseeflotte. 1672 erfolgte die Gründung einer Seefahrtsschule, und von 1691 bis 1696 wurde unter der Aufsicht von Bern ein 16000 m² grosser Hafen für die Kriegsflotte angelegt.
Nach dem Zusammenbruch des Ancien Régime gehörte die Stadt von 1798 bis 1803 während der Helvetik zum Kanton Léman, der anschliessend mit der Inkraftsetzung der Mediationsverfassung im Kanton Waadt aufging. 1798 wurde die Stadt Hauptort des Bezirks Morges. Ein weiterer Aufschwung erfolgte im Lauf des 19. Jahrhunderts mit dem Anschluss an das schweizerische Eisenbahnnetz.
Am 29. April 1961 wurde in Morges das Manifest von Morges (engl. Morges Manifesto) unterzeichnet, das zur Gründung des WWF führte. Auch das erste Büro des WWF wurde in Morges eröffnet (11. September 1961).

## Sehenswürdigkeiten
Die historische Stadt Morges mit zwei Längsgassen (Grand-Rue und Rue Louis-de-Savoie) parallel zum See und mehreren Quergässchen besitzt ein malerisches mittelalterliches Stadtbild. Den nordöstlichen Abschluss der Altstadt bildet die Kirche, die Ende des 18. Jahrhunderts an der Stelle eines früheren Gotteshauses errichtet wurde. Die Reformierte Kirche vereinigt barocke und klassizistische Stilformen und zählt zu den bedeutendsten Bauwerken des Protestantismus in der Schweiz zu jener Zeit. Das kreuzförmige Kirchenschiff stammt aus den Jahren 1769–1771, während die Fassade unter dem Architekten Rodolphe de Crousaz 1772–1776 erbaut wurde. Dieser Architekt entwarf auch das hölzerne Chorgestühl in der Apsis.

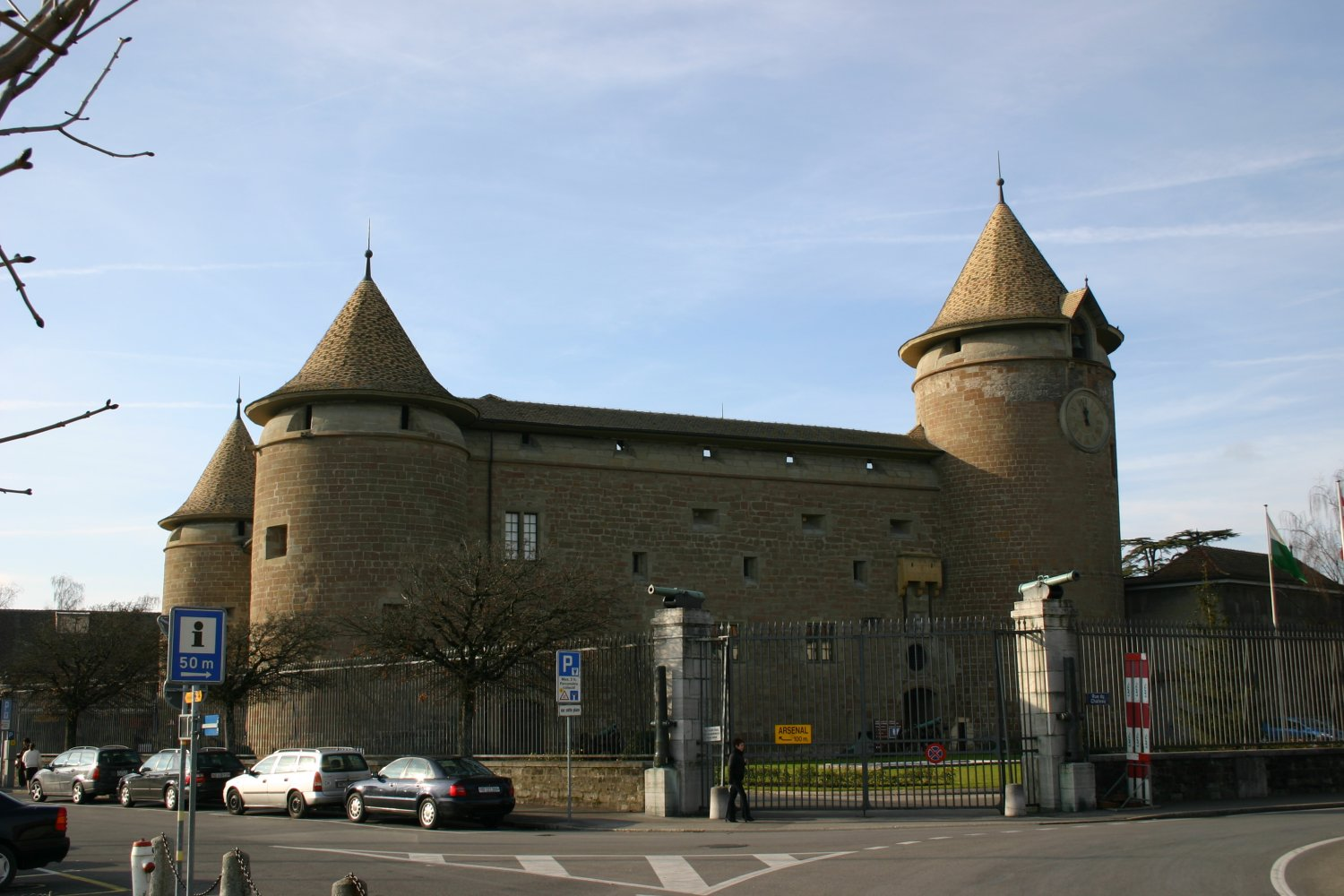
Die Burg von Morges

Südwestlich der Altstadt steht die mächtige Burg, die 1286–1291 in der Form eines Carré savoyard erbaut wurde. Der regelmässige viereckige Bau mit drei kleineren runden Ecktürmen und dem grossen runden Nordturm als Donjon erhielt seine heutige Gestalt im 16. und 17. Jahrhundert. Seit der Revolution ist das Bauwerk im Besitz des Kantons Waadt und diente zunächst als Zeughaus. Seit 1932 beherbergt die Burg das Waadtländer Militärmuseum.
In der Altstadt befindet sich das spätgotische Hôtel de Ville (Rathaus), das 1518–1520 erbaut wurde. Es besitzt einen sechseckigen Treppenturm, ein Barockportal und einen prunkvollen Ratssaal aus dem 17. und 18. Jahrhundert. Daneben steht ein Renaissancebau, der 1620 als Erweiterung des Rathauses erstellt wurde und heute als Polizeigebäude dient.
Zahlreiche weitere Bürger- und Patrizierhäuser in der Altstadt stammen aus dem 15. bis 18. Jahrhundert. Dazu gehören das Haus Blanchenay, das 1670 barockisiert wurde und heute das Musée Alexis Forel beherbergt, das frühklassizistische Haus Monod (1768), die Confiserie Vernet mit spätgotischen Fenstern und das Hôtel de la Couronne (um 1800).
Im späten 19. Jahrhundert wurden die Quaianlagen von Morges neu gestaltet. Die breite Uferpromenade und der 1898 angelegte Parc de l’Indépendance laden zum Flanieren ein.

## Persönlichkeiten
- Charles-Emmanuel de Warnery (1720–1786), General, Militärhistoriker
- Jeanne Huc-Mazelet (1765–1852), Erzieherin und Kurierin
- Jean-Marc Mousson (1776–1861), Bundeskanzler
- Franz von Lucadou (1783–1860), preussischer Generalleutnant
- Andreas Späth (1790–1876), Organist ab 1821 über ein Jahrzehnt lang und Gründer eines Konzertvereins zur Pflege klassischer Musik
- Louis Leresche (1796–1865), evangelischer Geistlicher
- Louis Buvelot (1814–1888), Landschaftsmaler, Grafiker, Kunstpädagoge und Fotograf
- Jean-Jules Adrien Kunkler (1829–1866), Genre- und Landschaftsmaler der Düsseldorfer Schule
- Benjamin Vautier (1829–1898), Maler
- Eugène Bersier (1831–1889), evangelischer Geistlicher in Paris
- Henri Berthoud (1855–1904), evangelischer Geistlicher und Sprachwissenschaftler
- Lydia von Auw (1897–1994), Pfarrerin und Historikerin
- François-Alphonse Forel (1841–1912), Arzt, Limnologe und Gletscherforscher
- Eugen Bracht (1842–1921), Maler
- Auguste Forel (1848–1931), Psychiater, Entomologe und Sozialhygieniker
- Willy Rehberg (1863–1937), Pianist, Komponist und Musikpädagoge
- Louis Soutter (1871–1942), Maler
- Alfred Bonzon (1873–1925), Jurist und Spitzenbeamter
- René Morax (1873–1963), Dramatiker
- Lydia Barblan-Opieńska (1890–1983), Schweizer Sängerin, Komponistin, Chorleiterin und Musikpädagogin
- Emmanuel Buenzod (1893–1971), Schriftsteller und Literaturkritiker
- Alfred Gehri (1895–1972), Dramatiker und Filmemacher
- Robert Pache (1897–1974), Fussballspieler
- Jean-Georges Martin (1902–1989), Journalist und Schriftsteller
- Élisabeth Burnod (1916–1979), Schriftstellerin
- Raymond Jean Schneider (1922–2010), Meteorologe
- Luc Berger (* 1933), Festkörperphysiker
- Claire Nicole (* 1941), Künstlerin
- Martine Jotterand (* 1946), Zytogenetikerin
- Patrick Moraz (* 1948), Klavier- und Keyboard-Interpret
- Olivier Anken (* 1957), Eishockeyspieler
- Jacques-Étienne Bovard (* 1961), Schriftsteller und Literaturkritiker
- Véronique Robert (1962–2017), Journalistin
- Cesare Mongodi (* 1963), Gymnasiallehrer in Morges, Dichter[15]
- Yves Mettler (* 1976), Künstler
- Paul Savary (* 1982), Eishockeyspieler
- Julian Charrière (* 1987), französisch-schweizerischer Künstler
- Yannick Weber (* 1988), Eishockeyspieler
- Yann Sommer (* 1988), Fussballer
- Nikola Vučević (* 1990), NBA-Basketballspieler
- Numa Lavanchy (* 1993), Fussballspieler
- Augustin Maillefer (* 1993), Ruderer und Olympionike
- Thibault Corbaz (* 1994), Fussballspieler
- Robin Froidevaux (* 1998), Radrennfahrer